# Mimassinia orientalis
Mimassinia orientalis là một loài bọ cánh cứng trong họ Cerambycidae.